# サード・ハリーリー
サアドッディーン・ラフィーク・アル＝ハリーリー（アラビア語: سعد الدين رفيق الحريري、英: Saad ed Deen Rafiq al-Hariri、1970年4月18日 - ）は、レバノンの政治家。同国首相を2期務めた。
連立与党「3月14日同盟」の筆頭「未来運動」の党首。日本のメディアでは「サード・ハリリ」と表記する場合がある。日本国外務省は「サアド・ハリーリ」と、一部の中東専門家は「サアド・ハリーリー」と表記している。ラフィーク・ハリーリー元首相は実の父親。

## 略歴
1970年に、サウジアラビアのリヤドで実業家のラフィーク・ハリーリーとイラク人の妻ニダール・アル＝バスターニーとの間で次男として出生。同地で育ち、サウジアラビア国籍も有している。2005年、未来運動を率いていた父親の暗殺に伴って党首を引き継いだ。2009年の総選挙で勝利すると11月9日に首相となり、12月10日に内閣が正式に発足した。しかし、2011年1月に親シリアのヒズボラ系を始めとする11名の閣僚が辞任したことが引き金となり、政権が崩れた。この出来事から6か月後、ヒズボラ系のナジーブ・ミーカーティーが後任の首相として内閣を組織した。
2014年5月25日、ミシェル・スライマーンが任期満了で大統領を退任したが後継が決まらず、新大統領の選出をめぐりシーア派の3月8日同盟とスンニ派の3月14日同盟が別々の候補を出して対立した。そのため、2016年10月20日に3月14日同盟の代表格だったハリーリーが次期首相への就任と引き換えに、3月8日同盟が擁立した候補のミシェル・アウンの支持に転じるまで、大統領の空白期間が2年5ヶ月もの間続くこととなった。この協力への見返りとしてアウンより組閣を要請されたが、スンニ派内では変節への反発が強く、各派との調整に手間取ったため、12月になってようやく首相に再登板した。内閣にはスンニ派やヒズボラも含むシーア派だけでなく、キリスト教マロン派などが参加しており、国内の安定が優先されていた。
2017年11月4日に衛星放送アル＝アラビーヤを通じて、「私の命を狙う陰謀を感じる」と述べ、訪問先のサウジアラビアにおいて突如辞意を表明した。この中で、自身の父親が暗殺される前と似た状況にあり、イランやヒズボラが対立を激化させているとして非難した。演説の内容は、閣内のヒズボラとの対立を浮き彫りにしたと見られている。これに関して、サウジアラビアのテレビ局は、数日前にベイルートでの暗殺計画が阻止されたと報道した。一方で、イラン外務省は「レバノンと域内での緊張拡大」を狙ったものだという認識を示した。11月12日、レバノンのテレビ局のインタビューを受け、辞任の理由に関して「レバノンに迫っている脅威を国民に気づかせるために前向きなショックを与えようと思った」と語った。また、同日にサウジアラビアのテレビ局のインタビューにも応じ、数日中に帰国して正式な辞任手続きに着手する考えを示した。しかし、レバノン大統領のアウンは、「ハリーリー首相が12日間も帰国できずにいる正当な根拠は何もない。従ってわれわれは、首相がウィーン条約に反して拘束されているものとみなす」とレバノン大統領府の公式Twitterに投稿し、サウジアラビアを批判した。またレバノン政府当局も、ハリーリーが帰国するまでは辞任を受理しない姿勢を明らかにした。
ハリーリーは21日にレバノンに帰国し、翌22日のアウン大統領との会談において一連の行動の背景についての更なる協議を重ねるために辞意を保留するよう要請され、受諾した。12月5日には辞意を撤回し、続投することとなった。2018年5月の総選挙の結果を受けてアウン大統領より再び首相に指名されたが、組閣には8ヶ月を要し、2019年1月31日にようやく新政権が発足した。2019年10月に入って反政府デモが激化しレバノンは半月ほど機能停止状態に陥ったことを受け、10月29日に首相を辞任すると表明。翌30日、アウン大統領より新政権樹立まで引き続き暫定首相としてとどまるよう要請された。後継の首相はハッサン・ディアブが指名されていたが、組閣作業が遅れたため、2020年1月21日になってようやく首相を退任した。しかしディアブはベイルート港爆発事故への対応に批判が集まり首相辞任を表明し、10月22日にアウン大統領は再びハリーリーを首相に指名した。ハリーリーは無党派の専門家による内閣を形成しようと試みたものの、ハリーリーの主張によればアウン大統領は閣僚ポストの3分の1以上を指名して事実上の拒否権を確保しようと画策したため組閣が難航し、二人の関係は急激に悪化。2021年5月22日、ハリーリーはアウン大統領の意向に沿った組閣は不可能と表明した。しかしフランスが数十億ドルにのぼる援助の条件として新政権の発足を挙げるなど組閣の圧力が強まり、7月14日に24人からなる新内閣の閣僚名簿を改めてアウン大統領に提示した。アウン大統領は名簿の修正を要求したがハリーリーはこれを拒否し、翌15日に首相指名を返上した。

## 訴訟
2006年から2009年にかけて、ハリーリーが所有する建設会社サウジ・オジェのプライベートジェット内で同社に勤務していた客室乗務員の女性2人が性的暴行を受けたとして、2023年3月29日にアメリカ合衆国のニューヨーク地方裁判所に損害賠償を求める訴訟を起こされた。ハリーリー側は疑惑を完全に否定し、原告がニューヨークでハリーリーを訴えようとしたのはこれが3度目であるとして、金銭目的の中傷作戦であると主張した。